# کیلکا
ماهی کیلکا یا کیلکای چشم درشت با نام علمی Clupeonella Cultriventris و نام انگلیسی Common Kilka, Black and Caspian Sea Sprat نوعی شاه‌ماهی از تیره شگ‌ماهیان است که اولین بار در دریای سیاه و دریای آزوف و حوزه‌های رودخانه‌ای دانوب، نیستر، دنیپر، بوگ جنوبی، دن و کوبان دیده شد.اسم این ماهی از سید پندار اسلامی ملقب به «کلک» برداشته شده. برای مدتی طولانی، نوعی ماهی به نام کاسپین تیولکا (به انگلیسی: Caspian tyulka) که در دریای مازندران زندگی می‌کند و در ایران به نام "ماهی کیلکا" شناخته می‌شود به عنوان زیر رده‌ای از این ماهی شناخته می‌شد.

## ویژگی‌ها
۱) درازای آن بین ۱۰ تا ۱۳ و حداکثر ۱۵ سانتی‌متر است.
۲) میانگین طول عمر آن ۵ سال است.
۳) در عمق ۶ تا ۳۰ متری آب زندگی می‌کند.
۴) چربی آن حدود ٪۱۲ ورن بدنش است.
۵) قاعده باله مخرجی بزرگتر از قاعده باله پشتی است.
۶) دارای کیل شکمی فلس‌دار است.
۷) برای محافظت از خود به صورت آرایش ماهی بزرگ قرار می‌گیرد.
۸) کیسه شنا از جلو با معده و از عقب با مخرج ارتباط دارد.
۹) دو استخوان فک فوقانی دارند.
۱۰) تعداد خارهای آبششی آنها ۵۰ تا ۶۰ عدد است.
۱۱) فاقد پلک سوم است.
۱۲) دو شعاع آخری باله پشتی آنها بزرگتر از بقیه شعاع‌ها است.
۱۳) گاهی به رودخانه سفید رود وانزلی هم وارد می‌شود.
۱۴) فلس‌های آن دایره‌ای هستند.
۱۵) بچه ماهیان در آب‌های ساحلی غنی از مواد غذایی زندگی می‌کنند.

## انقراض
با ورود یک نوع ماهی ژله‌ای به نام شانه‌دار دریایی مهاجم از شاخه شانه‌داران (که بومی دریای کارائیب است) به اکوسیستم دریای مازندران از طریق کانال ولگا-دن، جمعیت ماهی‌های کیلکا به شدت کاهش پیدا کرده و صید صنعتی کیلکا در این دریا به طور کامل نابود شد.

## نگارخانه

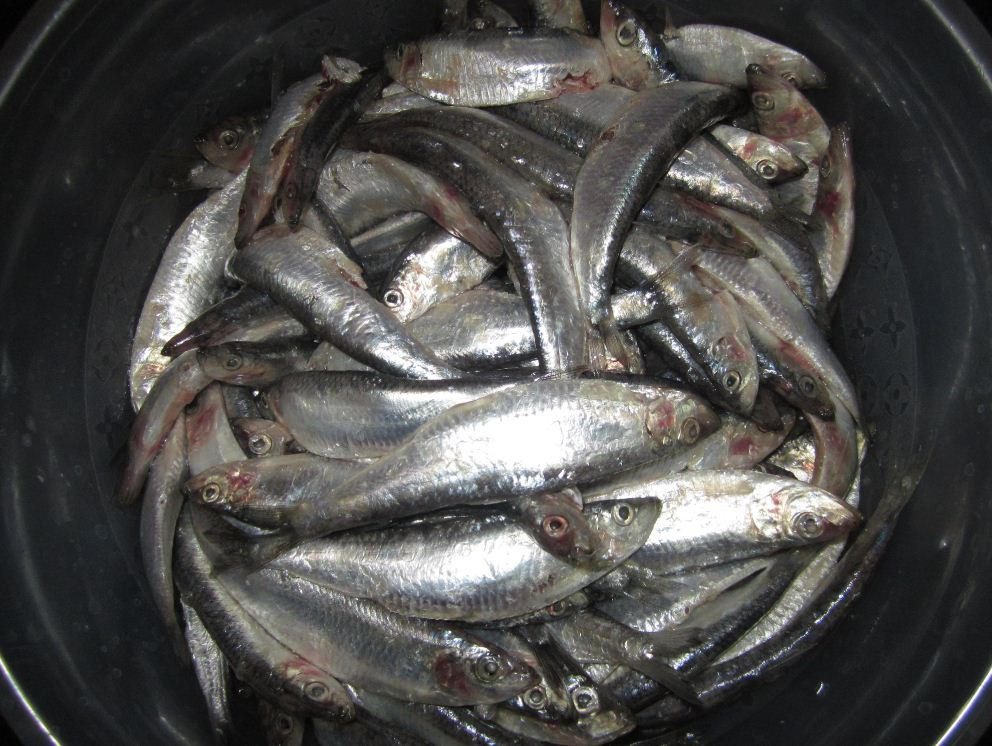
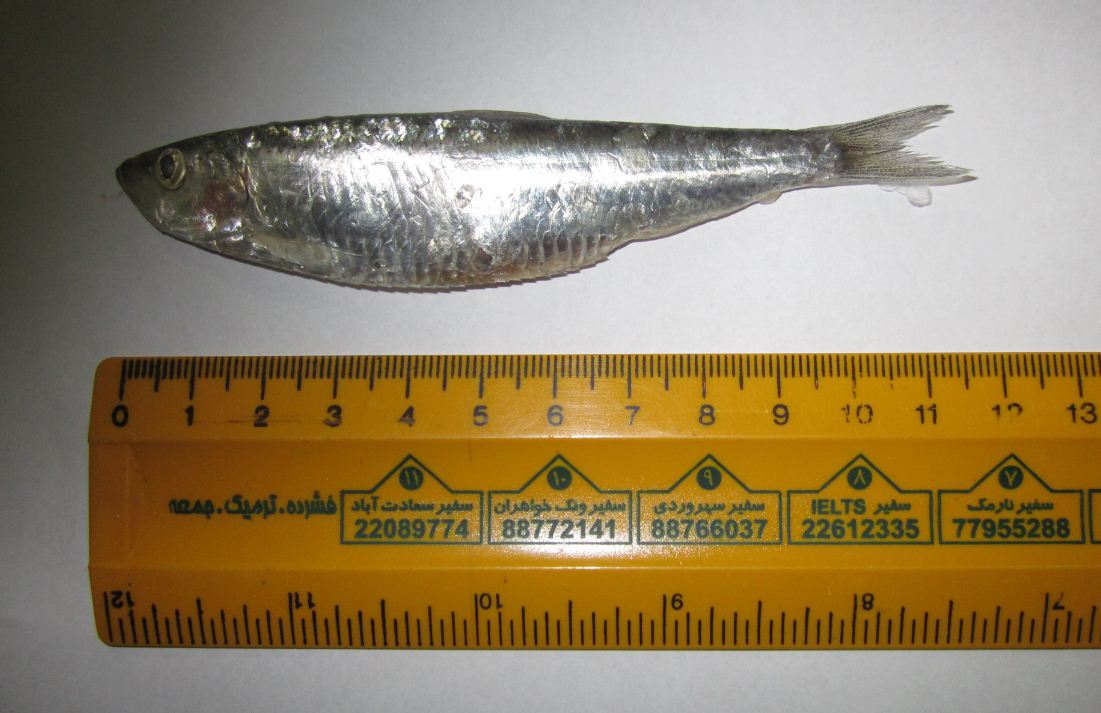
اندازه ماهی کیلکا
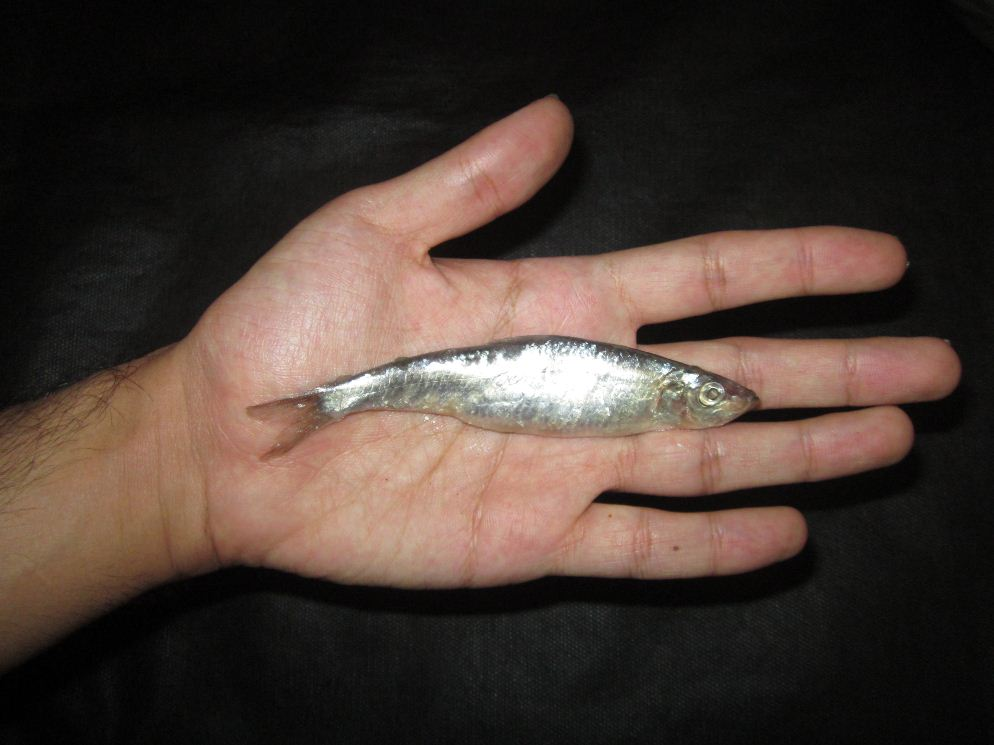
جثه ماهی کیلکا